# Митрополит средњозападноамерички Христофор
Христофор (световно Велимир Ковачевић; Галвестон, 25. децембар 1928 — Чикаго, 18. август 2010) био је митрополит либертивилско-чикашки од 2009. до 2010. Бивши је митрополит средњозападноамерички (1991—2009), епископ источноамерички (1983—1991) и епископ источноамерички и канадски (1978—1983).

## Биографија
Рођен у Галвестону у Тексасу као девето од дванаесторо деце српских емиграната Петра и Ристе, рођених у Грахову, Црна Гора. Световно име му је било Велимир Ковачевић. Завршио је гимназију у Галвестону, а потом Богословију „Светог Саве“ у Либертивилу, Илиноис. Образовање је наставио на Универзитету у Питсбургу и на Теолошком факултету Грчке православне цркве у Бостону, Масачусетс. Похађао је докторске студије на Теолошком факултету Универзитета у Чикагу, положио је све испите осим доктората.
Оженио се Милицом рођеном Раичевић и затим рукоположен за ђакона 25. новембра 1951. и за свештеника 2. децембра 1951. Као свештеник био је парох у Џонстауну 1951—54, Питсбургу 1954—62. и Чикагу 1962—78, опслуживао је као капелан четири универзитета. Имали су четворо деце, синови Петар, Павле и Велимир и кћерка Валерија. Остао је удовац 1970. и наставио да се брине о деци која су засновала своје породице и од којих је имао деветоро унучади.

## Епископ
Био је поборник уједињења Српске православне цркве током раскола. Свети архијерејски сабор Српске православне цркве га је 1978. године, на предлог епископа средњозападноамеричког Фирмилијана изабрао за епископа источноамеричког и канадског. Хиротонисан је у недељу 18. јуна 1978. у Саборној цркви у Београду. Предложио је 1983. да се његова епархија подели и оснују две: Епархија источноамеричка и Епархија канадска. Наставио је да управља Источноамеричком епархијом до 1991. године, администрирао је и Канадском епархијом до 1984. када је постављен Георгије, први канадски епископ Српске православне цркве. Именован је у мају 1991. године за митрополита новоосноване Митрополије средњозападноамеричке. Ангажовао се око подизања богословије „Свети Сава“ у Либертивилу на ранг Богословског факултета и око његовог признавања од државе. Био је неколико година декан овог факултета. После промене граница епархија Српске православне цркве на америчком континенту 2009. године носио је титулу митрополит либертивилско-чикашки. На том положају је остао до смрти 18. августа 2010. године. Сахрањен је 24. августа 2010. у манастиру Светог Саве у Либертивилу.
По неким изворима био је први епископ Српске православне цркве рођен у Сједињеним Америчким Државама, међутим био је други јер је први епископ хвостански Варнава Настић.
Током 2016. године изашла је књига његових проповеди „Изабране проповеди”.